# 이즈미가오카역
이즈미가오카역(일본어: 泉ケ丘駅, いずみがおかえき)은 일본 오사카부 사카이시 미나미구에 있는 센보쿠 고속철도 센보쿠 고속철도선의 역이다. 역 번호는 SB03이다. 미야야마다이 등 이즈미가오카 지구의 중심이 되는 역이기도 하다, 센보쿠 고속철도선에서 가장 승하차 인원이 많다. 센보쿠 뉴타운의 대표 격인역으로 역전에는 다카시마야 등이 입주하는 대형 쇼핑 센터나 빵 가게인 판조 등이 있어 이즈미가오카 지구의 생활 거점이 되고 있다. 본 역 이남은 모든 열차가 역마다 정차하지만 난바 방면으로는 특급 "센보쿠 라이너"가 본 역을 발차하기 위해 덴가차야 역까지 정차하지 않는다.

## 역사
- 1971년 4월 1일: 영업 개시, 당초에는 종착역이었음.
- 1973년 12월 7일: 당역 ~ 도가미키타 역까지 노선 연장으로 중간역이 됨.

## 역 구조
섬식 승강장 1면 2선의 교상역이다. 개찰구는 1곳만 있고 완전한 배리어 프리화가 시행되고 있다. 2004년 12월부터 내진 보강 공사와 대합실의 개량 공사(석면 제거 병시)를 하였고 2006년 5월에 준공했다.

### 승강장
| 승강장 | 노선            | 방향 | 행선                                              |
| ------ | --------------- | ---- | ------------------------------------------------- |
| 1      | ■ 센보쿠 고속선 | 하행 | 고묘이케・이즈미추오 방면                         |
| 2      | ■ 센보쿠 고속선 | 상행 | 나카모즈・(난카이 고야 선)사카이히가시・난바 방면 |

## 역 주변
- 다카시마야
- 판조
- 국제 장애자 교류센터
- 사카이 시 이즈미가오카 시민센터
- 사카이 시립 센보쿠 스에무라 자료관
- 풀가쿠인 대학
- 데즈카야마가쿠인 대학
- 센보쿠 급병 진료센터
- 쇼핑타운 이즈미가오카
- 조이파크 이즈미가오카
- 로손 스토어100
- 오하스 공원
- 고젠 공원
- 다조노 공원

## 사진

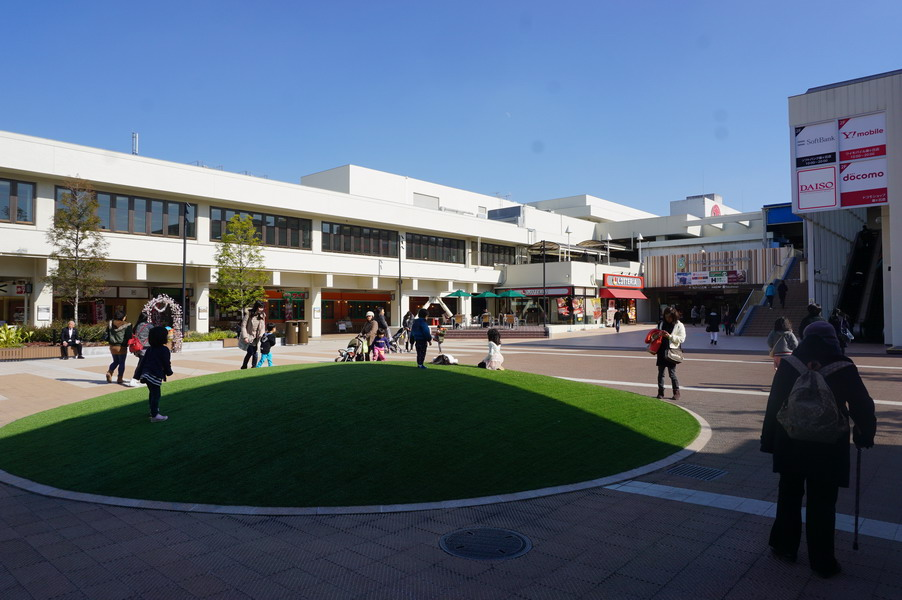
역전 광장
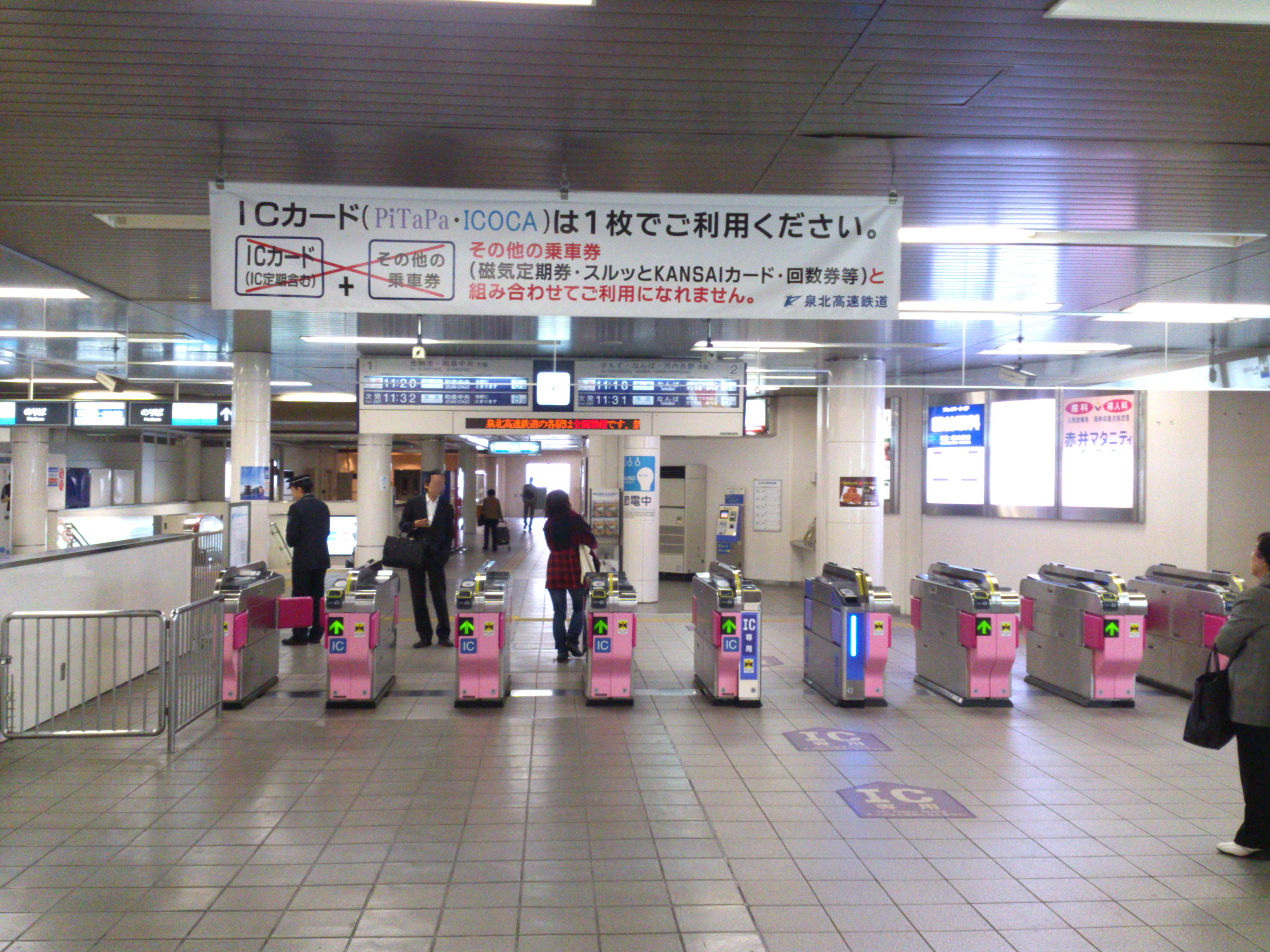
개찰구

## 인접역
| 난카이 전기 철도 ■ 센보쿠선 | 난카이 전기 철도 ■ 센보쿠선    | 난카이 전기 철도 ■ 센보쿠선     |
| --------------------------- | ------------------------------ | ------------------------------- |
| SB02 후카이 난바 방면       | ■ 구간급행 ■ 준급행 ■ 각역정차 | 도가미키타 SB04 이즈미추오 방면 |